# 云南飞虎足球俱乐部
云南飞虎足球俱乐部是一家位于中国云南省丽江市的足球俱乐部。俱乐部成立时名为丽江嘉云昊足球俱乐部，2018年改为现名。
俱乐部的前身丽江嘉云昊创建于2012年，为昆明敏建机电设备有限公司、丽江翥春拆迁公司筹资所建，2013年3月完成组队，牛洪利是俱乐部的首任主教练。2013年中国足球乙级联赛中，球队首次参赛中乙就打入南区前四，晋级季后淘汰赛。
2016赛季，丽江再次打入淘汰赛。在准决赛中点球大战淘汰四川安纳普尔那并在决赛2比0击败保定容大夺冠，冲甲成功。
2017年1月23日更名为云南丽江足球俱乐部。
2017年10月21日，云南丽江在主场0-1输给了大连一方而提早一轮降级至中乙联赛。
2018年1月，俱乐部更名为云南飞虎。
新赛季期间，董事长和荣耀被捕，俱乐部也在赛季末被披露存在欠薪。2019年2月26日，云南飞虎官方宣布退出中乙联赛，并解散。

## 队徽

丽江嘉云昊队徽 （2012-2014）
丽江嘉云昊队徽 （2015）
丽江飞虎队徽 （2016-2017）
云南飞虎队徽 （2018-2019）